# Xã California, Michigan
Xã California (tiếng Anh: California Township) là một xã thuộc quận Branch, tiểu bang Michigan, Hoa Kỳ. Năm 2010, dân số của xã này là 1.040 người.

## Địa lý
Theo Cục điều tra dân số Hoa Kỳ , thị trấn có tổng diện tích là 55,2 km² , trong đó 55,1 km² là đất và 0,1 km² tương đương 0,20% là nước.